# Indonesische Luftstreitkräfte
Die Indonesischen Luftstreitkräfte (indon.: Tentara Nasional Indonesia Angkatan Udara, TNI AU) sind Teil der Streitkräfte Indonesiens. Sie wurden 1946 gegründet, die Militärfliegerei begann im heutigen Indonesien jedoch bereits während der niederländischen Kolonialzeit. Mit einer Personalstärke von 28.000 ist die TNI AU die kleinste Teilstreitkraft Indonesiens.

## Geschichte

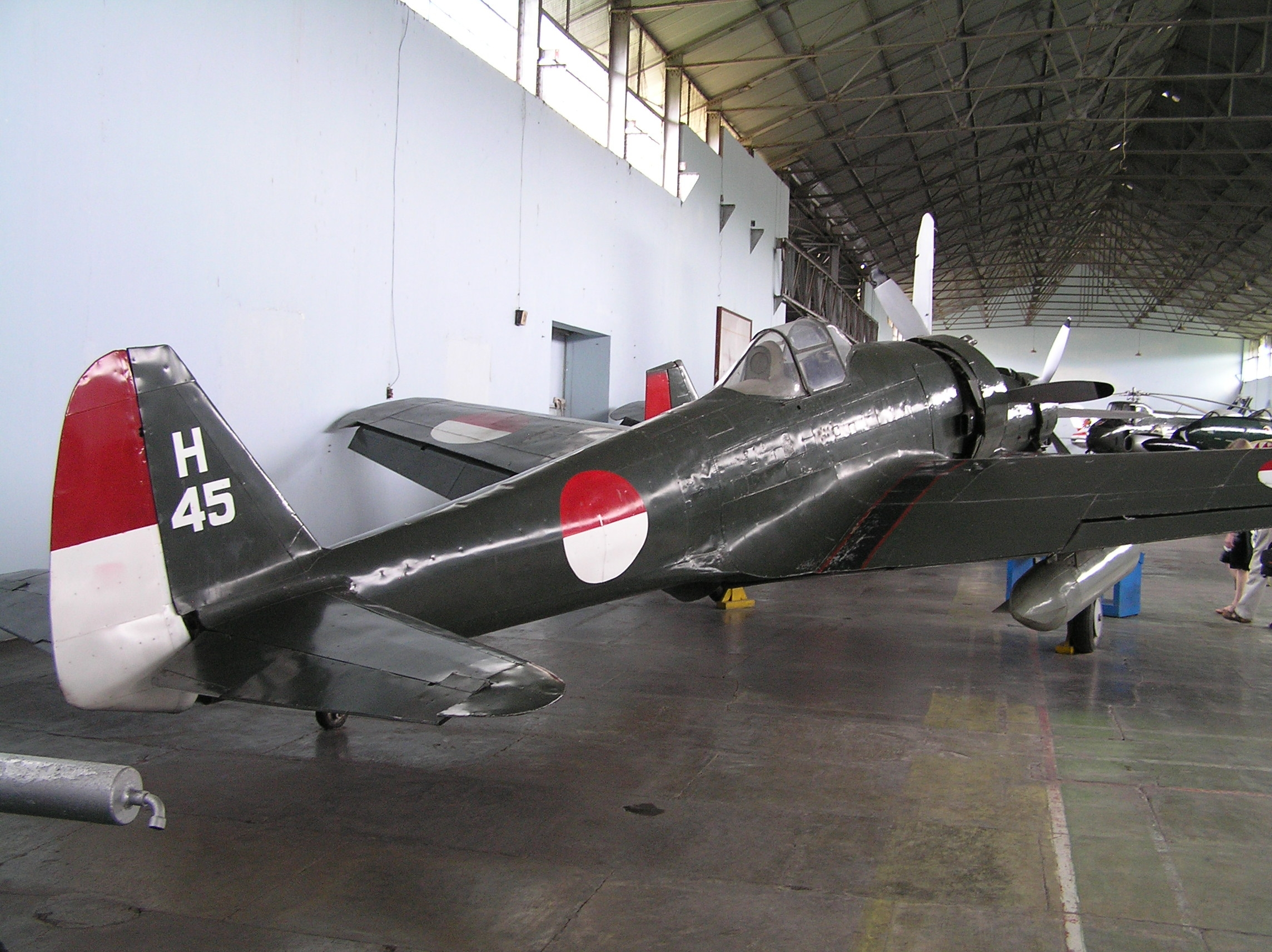
Nakajima Ki-43

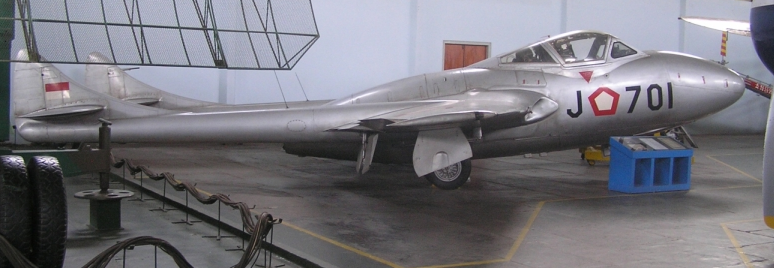
de Havilland DH.100 Vampire

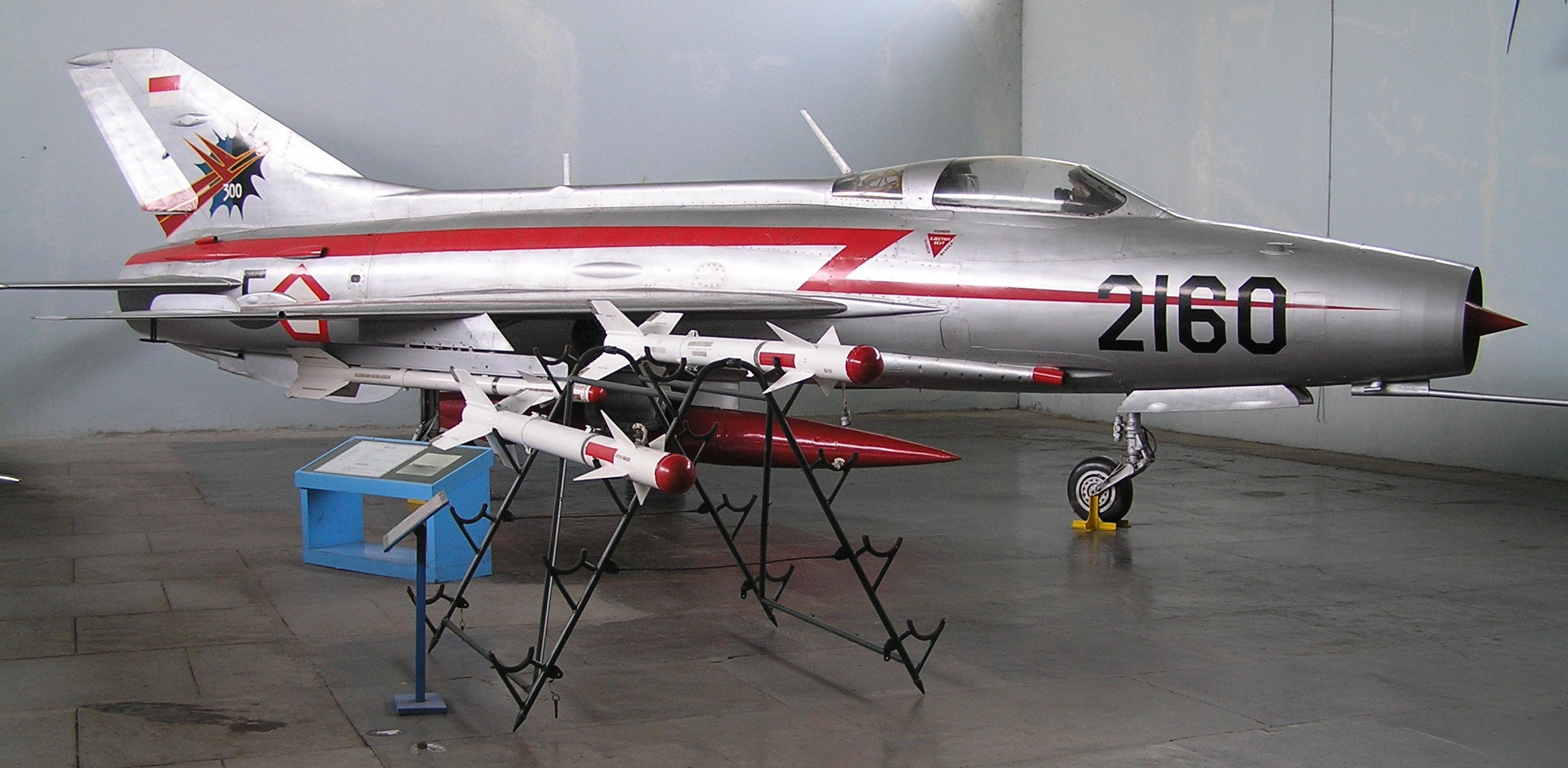
MiG-21

Die Gründung der indonesischen Luftstreitkräfte erfolgte acht Monate nachdem sich das frühere Niederländisch-Indien einseitig von den Niederlanden für unabhängig erklärt hatte. Die Niederlande erkannte dies zunächst nicht an und es kam zu einem Unabhängigkeitskrieg, der bis 1949 dauerte. Die TNI AU setzen hierbei einige von den japanischen Besatzern zurückgelassene Maschinen ein, eine kriegsentscheidende Bedeutung hatten diese allerdings nicht. Das bis 1949 verwendete Hoheitsabzeichen war übrigens lediglich die in der unteren Hälfte weiß lackierte rote „Sonne“.

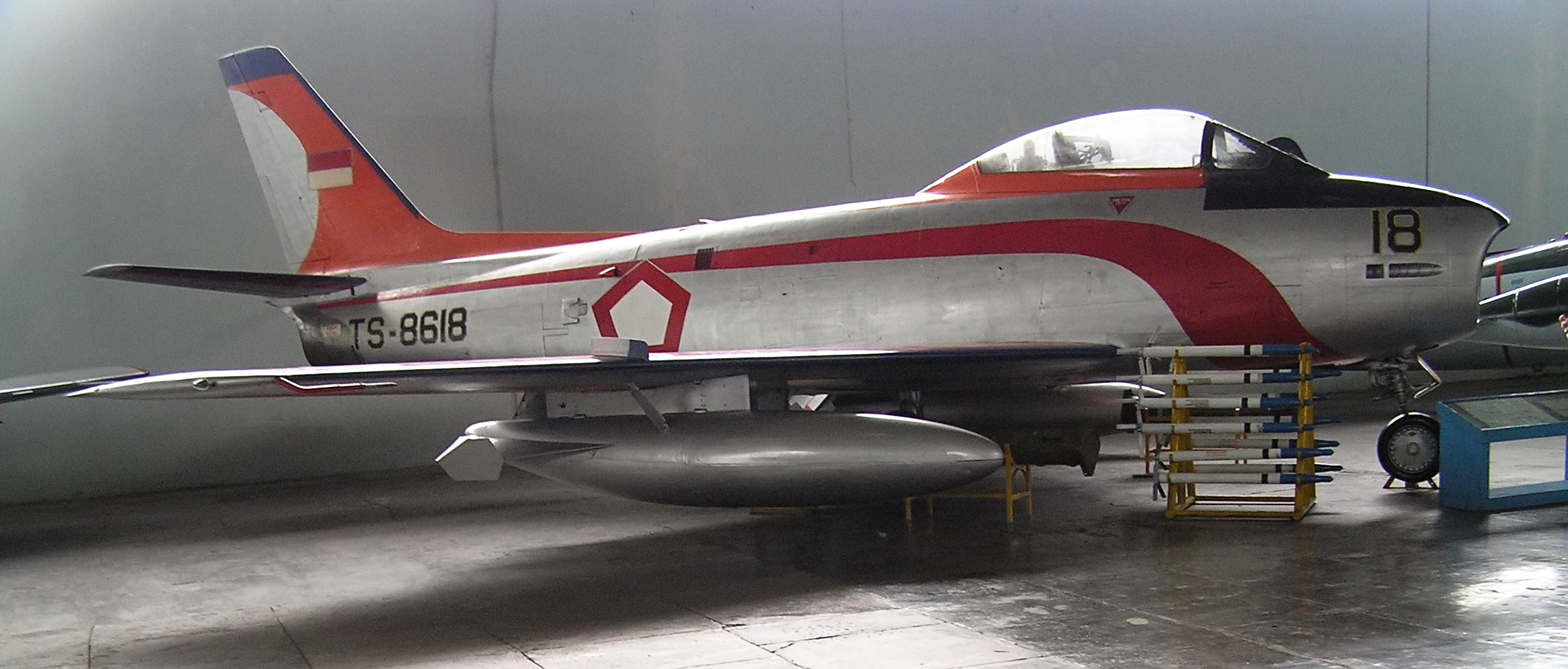
In Australien gebaute Sabre

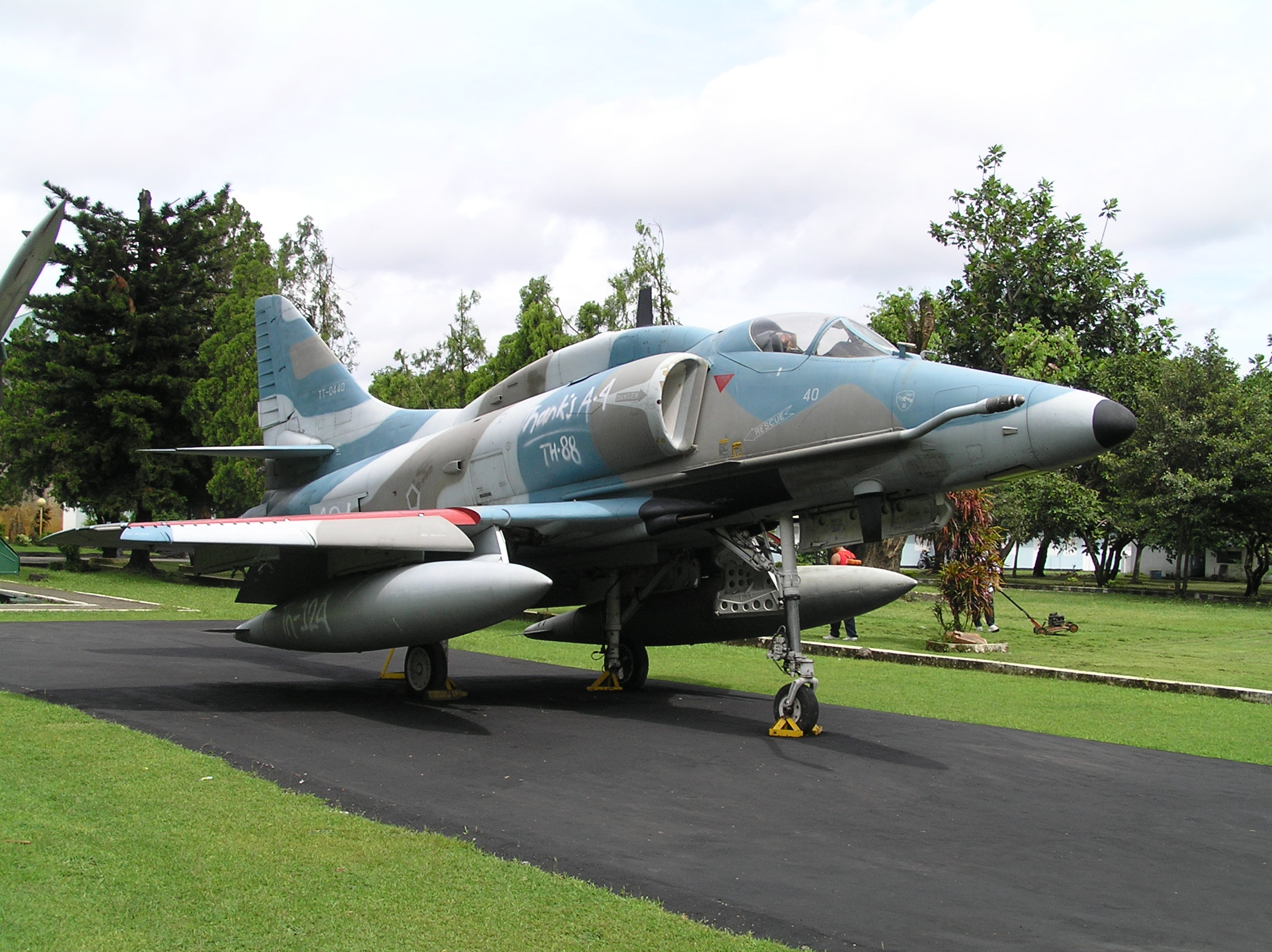
A-4E Skyhawk

Die 1950er standen im Zeichen von Einsätzen im Innern. Entgegen dem Unabhängigkeitsvertrag, der einen föderalen Staat vorsah, war Indonesien bereits nach kurzer Zeit zu einem Einheitsstaat geworden. Hierzu gehörte der Einsatz auf der sich für einseitig losgesagten christlich dominierten Republik der Südmolukken als auch gegen islamische (Darul Islam) und demokratische (Permesta) Bewegungen. Letztere wurde heimlich von der CIA unterstützt, und im Verlauf dieser Auseinandersetzung gelang einer indonesischen Mustang der Abschuss einer von einem CIA-Piloten gesteuerten Invader.
Nach der Unabhängigkeit Malaysias, die Mehrheit der Bevölkerung beider Staaten, ethnische Malaien, ist kulturell und sprachlich eng verwandt, stellte Indonesien Gebietsansprüche an die junge Nation und es kam zwischen 1963 und 1966 zur Konfrontasi. 1963 kam es nochmals zu einer kurzen Auseinandersetzung um das bin dahin noch von den Niederlanden verwaltete Westneuguinea mit dem ehemaligen Mutterland.
1974 kam es in der Folge der portugiesischen Nelkenrevolution zur Auflösung des letzten größeren europäischen Kolonialreiches. Infolgedessen erklärte sich der bis dahin portugiesische Teil der Insel Timor im November 1975 zur unabhängigen Republik Timor-Leste. Nach der Niederlage in Vietnam und im Hinblick auf die Etablierung sozialistischer Staaten in den beiden großen afrikanischen ehemaligen portugiesischen Kolonien lag es den USA und Australien nicht daran, einen weiteren sozialistischen Staat entstehen zu lassen. So kam es bereits wenige Tage nach der Unabhängigkeitserklärung zur Invasion der jungen Republik, wobei die TNI AU Fallschirmspringer über Osttimor absetzte. In Folge begann ein jahrelanger Guerillakrieg. Zur Bekämpfung der Rebellen und der sie unterstützenden Zivilisten lieferten die USA der TNI AU Broncos Luftnahunterstützungsflugzeuge. Die TNI AU bombardierte die Felder und Dörfer im Landesinneren, wohin Tausende von Familien geflohen waren, auch mit Napalm und Entlaubungsgiften. Erst über 15 Jahre später, nach Ende des Kalten Krieges, änderten die USA ihre Einstellung zu diesem Konflikt.
Zu Beginn des 21. Jahrhunderts gab es nach wie vor innere Spannungen im indonesischen Einheitsstaat, unter anderem in Aceh und Westpapua, wobei im Falle Acehs seitens der Luftstreitkräfte erneut die bewährten Broncos, aber auch Hawks eingesetzt wurden.

## Organisation
Die Haupteinsatzkräfte unterstehen drei Einsatzführungskommandos, KOOPSAU I in Jakarta, KOOPSAU II in Makassar und KOOPSAU III in Sorong, je eines für den westlichen und östlichen Landesteil, deren meiste Stützpunkte sich auf der Hauptinsel Java befinden. KOOPSAU steht für Komando Operasi Angatan Udara.
Zur TNI AU gehören auch Einheiten ohne militärischen Auftrag, wie die Agrarfluggruppe Satuan Udara Pertanian (SUP) und der nationale Such- und Rettungsdienst Satuan Udara Federasi Aerosport Indonesia (FASI).
Eine Übersicht der wichtigsten Basen befindet sich weiter unten.

## Ausrüstung

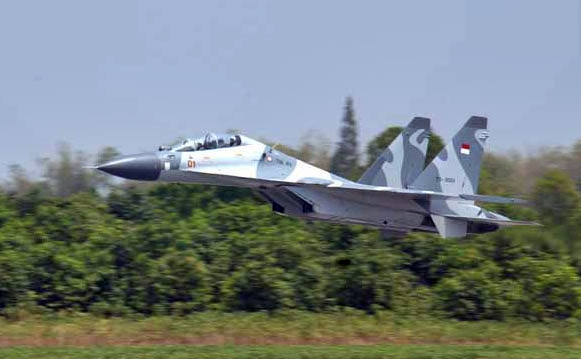
Indonesische Su-30

Indonesien besitzt seit vielen Jahren ein eigenes Luftfahrtunternehmen, IPTN in Bandung, das einige Luftfahrzeugmuster der Streitkräfte in Lizenz produziert hat und im Falle des CN-235 ist das Unternehmen sogar beteiligt. Eine wichtige Rolle in der Industrie spielte früher der in Deutschland ausgebildete spätere Übergangspräsident Bacharuddin Jusuf Habibie. In der folgenden Liste kennzeichnet das Präfix „N“ bei den Typenbezeichnungen die lokal gefertigten Muster.

### Flugzeuge
Stand August 2021
- Kampfflugzeuge
  - 15 Embraer EMB-314, Erdkampfflugzeuge
  - 16 Suchoi Su-27SKM/30MK2, Mehrzweckkampfflugzeuge
  - 33 Lockheed Martin F-16A/B/C/D Fighting Falcon, Mehrzweckkampfflugzeuge
  - 23 Hawk Mk.209, Mehrzweckkampfflugzeuge
  - 12 Mirage 2000-5, Mehrzweckkampfflugzeuge (12 gebrauchte Exemplare 2023 von Katar erworben[2])
  - Dassault Rafale, Mehrzweckkampfflugzeuge (6 bestellt, 36 weitere geplant)[3]
- Erkundungsflugzeuge
  - 3 Boeing 737 MPA, Patrouillenflugzeuge
  - 2 CASA CN-235 MPA, Patrouillenflugzeuge
  - 1 CASA C-295, Patrouillenflugzeuge
- Tank- und Transportflugzeuge
  - 6 Boeing 737, Transportflugzeug
  - 1 Lockheed KC-130B Hercules, Tankflugzeuge
  - 23 Lockheed C-130B/H-30/L-100-30 Hercules, taktische Transportflugzeuge
  - 14 CASA CN235, leichte Transportflugzeuge
  - 9 CASA C-295, Transportflugzeuge
  - 5 CASA NC-212M-200, leichte Transportflugzeuge/MedEvac
- Trainingsflugzeuge
  - 7 BAE Hawk Mk.53/109, Fortgeschrittenentrainer
  - 14 KAI KT-1 Woongbi, Kunstflugmaschinen (3 bestellt)
  - 18 Aermacchi SF-260, Basistrainer
  - 14 KAI T-50
  - 29 Grob G 120TP

- Unbemannte Luftfahrzeuge
  - 6 CASC Rainbow CH-4
  - 4 IAI Searcher MK-II
  - 4 CAC Fox AT-1

### Hubschrauber
- 9 Aérospatiale SA 330, Transporthubschrauber
- 6 Airbus Helicopters H225M, Mehrzweckhubschrauber (9 bestellt, ein weiterer geplant)
- 9 Aérospatiale AS 332, Transporthubschrauber
- 2 Bölkow Bo 105, Mehrzweckhubschrauber
- 1 AgustaWestland AW139
- 1 AgustaWestland AW101
- 10 Eurocopter EC120B Colibri, Trainingshubschrauber

Ehemalige Hubschrauber:
- Bell 412

## Stützpunkte
Die meisten Militärflugplätze befinden sich auf der bevölkerungsreichsten Insel Java, einige wenige auf den übrigen drei großen Inseln. Die Staffeln (Schwadronen) heißen auf Indonesisch Skadron, Skadron Pendidikan sind Schulstaffeln, bei den übrigen handelt es sich um Einsatzstaffeln.
Im westlichen Bereich KOOPSAU I befinden sie sich in der Nähe folgender Städte:
- Militärflugplatz Atang Senjaya, Bandung, Provinz Westjava, Hubschrauberbasis mit S-58T, NBo105CB, Bell206, H-500, BK-117, AS330 (Skadron Udara 6 und 8, BASARNAS)
- Flughafen Hang Nadim, Batam, Provinz Kepulauan Riau, vorgeschobene Basis für Hawk-Jets[4]
- Flughafen Halim Perdanakusuma, Jakarta, Transportfliegerbasis mit CN235, B707-3MIC, F27-400M, F28-1000/3000, Hercules, AS332 (Skadron Udara 2, 17 und 31)
- Militärflugplatz Iswahyudi, Madiun, Provinz Ostjava, Kampfflugzeugbasis mit F-16, F-5, Hawk 53 (Skadron Udara 3, 14 und 15)
- Flughafen Sultan Hasanuddin, Makassar, Provinz Südcelebes, Kampfflugzeugbasis mit Su-27/30, A-4E, TA-4H, TA-4J sowie B737-2X9 (Skadron  Udara 5 und 11)
- Flughafen Abdul Rachman Saleh, Malang, Provinz Ostjava, Transportfliegerbasis mit C212, C/KC-130 sowie noch Bronco (Skadron Udara 4, 32 und 21)
- Flughafen Sultan Syarif Kasim II, Pekanbaru, Provinz Riau, Kampfflugzeugbasis mit Hawk 109/209 (Skadron Udara 12) und ab 2014/2015 auch F-16C/D (Skadron Udara 16)
- Flughafen Supadio, Pontianak, Provinz Westkalimantan, Kampfflugzeugbasis mit Hawk 109/209 (Skadron Udara 1)
- Militärflugplatz Suryadarma, Purwakarta, Provinz Westjava, Bell 47G-3B-1, Bell 204B, EC120, PC-6 (Skadron 7 und 2 det., SATUD TANI)
- Flughafen Adisucipto, Yogyakarta, Yogyakarta, Trainingsstützpunkt mit AS202/18A-3, T-41D, T-34, KT-1  (Skadron Pendidikan 101 und 102, Jupiter Aerobatic Team)

Im östlichen Bereich KOOPSAU II betreibt die TNI AU folgende Basen:

## Zwischenfälle
- Am 3. September 1964 verschwand eine Lockheed C-130B Hercules der indonesischen Luftstreitkräfte (Luftfahrzeugkennzeichen TNI-AU A-1307) in der Meerenge Karimata-Straße. Ausgelöst durch indonesische Angriffe auf das neugegründete Malaysia kam es zu Konfrontationen, in deren Verlauf die Maschine entweder abgeschossen wurde oder bei extremem Tiefflug auf das Wasser aufschlug. Alle 55 Insassen, 8 Besatzungsmitglieder und 47 Passagiere, kamen ums Leben.[5]

- Am 21. November 1985 flog eine Lockheed C-130H-MP Hercules der indonesischen Luftstreitkräfte (TNI-AU A-1322) gegen den Vulkan Sibajak (Sumatra, Indonesien). Alle 11 Insassen wurden getötet.[6]

- Am 5. Oktober 1991 geriet an einer Lockheed C-130H Hercules der indonesischen Luftstreitkräfte (TNI-AU A-1324) kurz nach dem Start vom Flughafen Jakarta-Halim (Indonesien) ein Triebwerk in Brand. Offenbar ging die Kontrolle über das Flugzeug verloren, und es stürzte in ein Ausbildungszentrum 3 Kilometer südlich des Flughafens. Von den 134 Insassen kamen 133 ums Leben, alle 12 Besatzungsmitglieder und 121 Passagiere, außerdem wurden 2 Personen am Boden getötet. Dies war der viertschwerste Unfall einer Hercules, gemessen an der Anzahl der Todesopfer.[7]

- Am 20. Mai 2009 flog eine Lockheed L-100-30 Hercules der indonesischen Luftstreitkräfte (TNI-AU A-1325) während des Anflugs auf den Militärflugplatz Iswahyudi bei der Stadt Madiun (Indonesien) in vier Häuser, fing Feuer und rutschte in ein Reisfeld. Insgesamt wurden 99 Menschen getötet, 2 am Boden und 97 der 112 Insassen (14 Besatzungsmitglieder und 98 Passagiere).[8]

- Am 30. Juni 2015 stürzte eine rund 50 Jahre alte Lockheed C-130B Hercules der indonesischen Luftstreitkräfte (A-1310) in Medan auf der indonesischen Insel Sumatra nach dem Abheben 4,7 Kilometer südwestlich des Startflughafens Polonia in ein Wohngebiet. Die Piloten hatten Probleme gemeldet und eine Umkehr angekündigt. Alle 113 Insassen wurden getötet, 12 Besatzungsmitglieder und 122 Passagiere. Auch wurden zahlreiche Häuser zerstört und dort weitere 17 Menschen getötet. Mit insgesamt 139 Toten war dies der drittschwerste Unfall einer Hercules, gemessen an der Anzahl der Todesopfer (siehe auch Flugzeugabsturz in Medan 2015).[9]

- Am 18. Dezember 2016 flog eine C-130H der indonesischen Luftstreitkräfte (A-1334) beim Anflug auf den Flughafen Wamena in hügeliges Gelände 1700 Meter südöstlich der Landebahnschwelle. Durch diesen CFIT (Controlled flight into terrain) in der Provinz Papua wurden alle 12 Besatzungsmitglieder und der einzige Passagier getötet.[10][11]